# Amy Pope

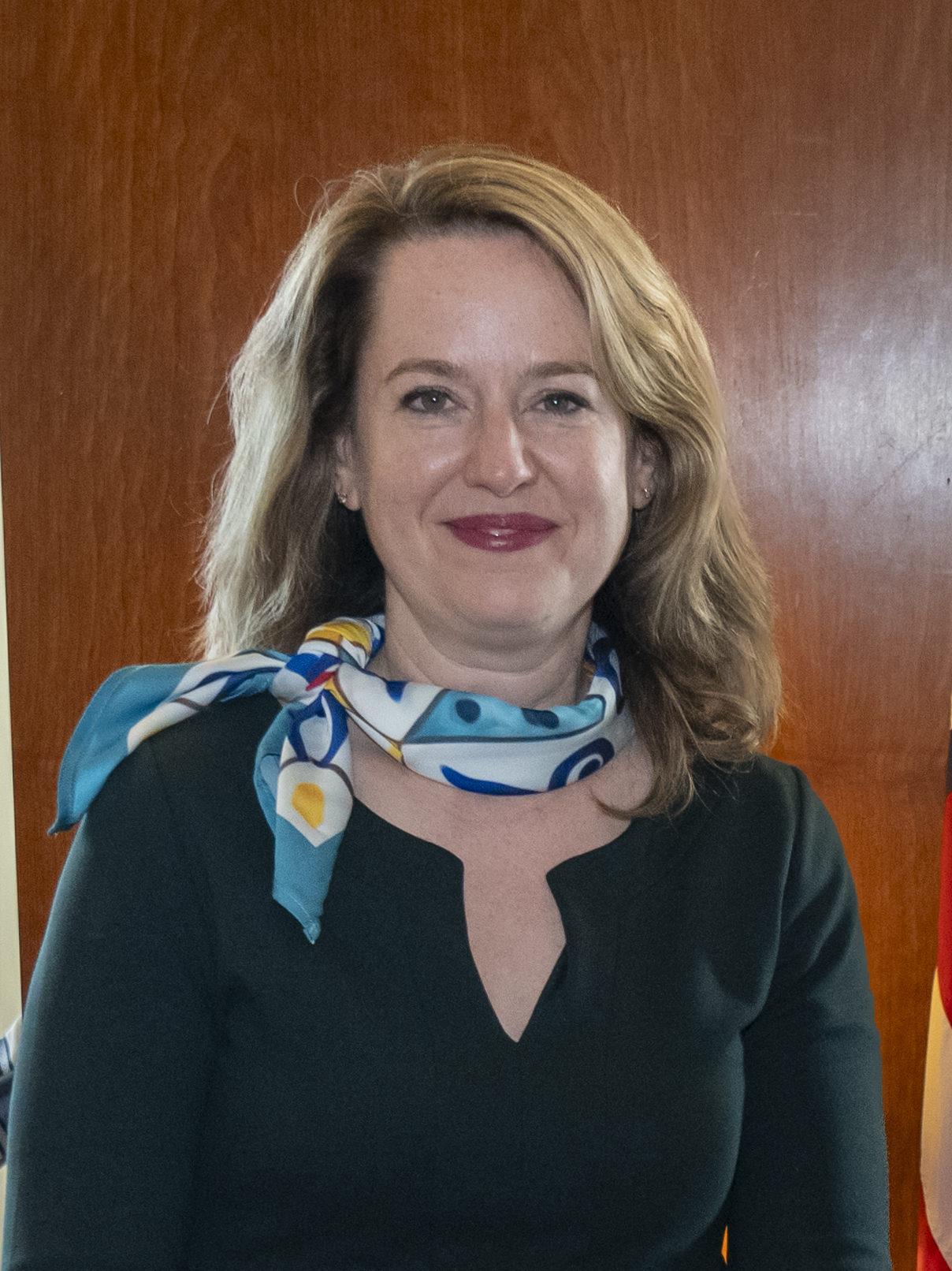
Amy Pope (2023)

Amy E. Pope (* März 1974 in Cleveland) ist eine US-amerikanische Juristin. Sie war Beraterin der US-Regierung und ist seit 2023 Generaldirektorin der Internationalen Organisation für Migration (IOM).

## Ausbildung
Amy Pope wuchs zum Teil in Akron und in Pittsburgh auf. Sie studierte von 1992 bis 1996 am Haverford College bei Philadelphia Politikwissenschaften und schloss als Bachelor of Arts ab. Von 1998 an absolvierte sie ein Studium der Rechtswissenschaften an der School of Law  der Duke University in Durham, wo sie 2001 einen Doctor of Laws (J.D.) mit Auszeichnung erwarb.

## Karriere
2001 arbeitete Amy Pope für ein Jahr als Angestellte am US-Gericht für den Neunten Bezirk in Pasadena. Von 2002 bis 2006 war sie dann im US-Justizministerium in Washington, D.C. als Prozessanwältin tätig.
Von 2006 bis 2008 war sie Beraterin des Justizausschusses des US-Senats in Washington, D.C. und beschäftigte sich dort mit der Einwanderungsreform und Gesetzen zum Heimatschutz, Menschenhandel und dem Umgang mit Migrantenkindern. Im Folgejahr arbeitete sie wieder im US-Justizministerium, wo sie für Bundesstrafen und Strafvollzug zuständig war. Von 2009 bis 2010 war sie Beraterin des Mehrheitsführers im Senat Harry M. Reid für Gesetzgebung und Politik in den Bereichen nationale Sicherheit, Einwanderung und Gesundheitsreform. Bis 2012 war sie stellvertretende Stabschefin und Beraterin des stellvertretenden Generalstaatsanwalts der Kriminalabteilung im US-Justizministerium.
Im Juli 2012 wechselte sie in den Stab des Nationalen Sicherheitsrats im Weißen Haus. Sie war dort verantwortlich für grenzüberschreitender Initiativen mit Kanada und Mexiko, insbesondere die Herausforderungen der grenzüberschreitenden Kriminalität und der Migration. Bis Juli 2015 war sie für diesen Themenbereich Sonderassistentin von Präsident Barack Obama. Anschließend war sie stellvertretende Beraterin für Heimatschutz und stellvertretende Assistentin des Präsidenten u. a. für Informationssicherheit und -austausch, Migration und globale Gesundheitsnotfälle wie Zika- und Ebola-Epidemien.
Von Januar bis Juni 2017 war sie Gastprofessorin am Department of Political Science des Haverford College in Pennsylvania, wo sie Vorlesungen über Migrationspolitik hielt.
Von August 2017 bis März 2021 war sie Partnerin der Anwaltskanzlei Schillings in London, Großbritannien. Bis Juli 2021 war sie für einige Monate Chefberaterin für Migration im Weißen Haus unter Präsident Joe Biden.
Im September 2021 wechselte sie als stellvertretende Direktorin zur Internationalen Organisation für Migration (IOM) in Genf. Seit Oktober 2023 leitet sie die Organisation als Nachfolgerin von António Vitorino und erste Frau in dieser Position mit 20.000 Mitarbeitern und 175 Mitgliedsstaaten als Generaldirektorin.

## Sonstige Aufgaben
Von Januar 2017 bis März 2021 war sie Non-resident Senior Fellow des Thinktanks Atlantic Council. Von 2018 bis 2021 hatte sie eine Fellowship bei Chatham House in London, wo sie sich mit der sich ändernden Rolle der USA in der Welt beschäftigte.

## Privates
Amy Pope ist verheiratet und hat zwei Töchter.